# Telcordia Technologies
Telcordia Technologies, раніше Bell Communications Research, Inc. або Bellcore — базована у США компанія, що займається дослідженнями і розробками у сфері телекомунікацій, один з лідерів у цій сфері у США і світі. Утворена 1984 року внаслідок антимонопольного судового рішення про розділення American Telephone & Telegraph.
14 червня 2011 Ericsson оголосила угоду про придбання Telcordia [Архівовано 1 березня 2012 у Wayback Machine.], придбання завершено [Архівовано 27 січня 2012 у Wayback Machine.] 12 січня 2012.
Деякі клієнти: Alcatel-Lucent, AT&T, British Telecom, Cbeyond, Cisco, DARPA, France Télécom, Fujitsu, Juniper Networks, Lockheed Martin, Nortel, SingTel, Sun, Tata, Telecom Italia, Telenor, Time Warner, T-Mobile, Toshiba, Toyota, Verizon, Військово-повітряні сили США.
У 2007 році IDC назвала Telcordia Technologies лідером ринку «виконання телекомунікаційних сервісів» (англ. Telecom Fulfillment services), який має 24% ринку, утричі більше за наступного конкурента. За двома іншими дослідженнями, Telcordia займає перше місце, маючи 12% або 25% ринку. Одна з ключових частин Telcordia Fullfillment Suite — система керування мережевим обладнанням Granite Inventory, яка займає близько 40% ринку. Granite Inventory була розробкою компанії Granite Systems, яку Telcordia придбала у 2004 році. Система Granite Inventory написана на базі J2EE і Oracle. Серверна частина працює під операційними системами Sun Solaris або HP-UX на J2EE-серверах Weblogic або Websphere, клієнтська частина працює під Windows або Unix.
Деякі винаходи: літій-полімерний акумулятор.
Деякі розроблені технології: DSL, ATM, SONET.
Дослідницькі лабораторії знаходяться у Нью-Джерсі, Меріленді, Техасі, Польщі і Тайвані. Telcordia є другим за величиною клієнтом аутсорингової компанії ГлобалЛоджик Україна, після Avid. У 2006 році відкрито індійський підрозділ «Telcordia Technologies India Private
Limited», на 2009 рік офіси, в тому числі центри розробки, є у Гургаоні, Хайдерабаді, Ченнаї, також для розробки програмного забезпечення підтримуються стосунки з Wipro.